# Костомаров Микола Іванович
Мико́ла Іва́нович Костома́ров  (4 (16) травня 1817, с. Юрасівка, Острогозький повіт, Воронезька губернія, Російська імперія — 7 (19) квітня 1885, Санкт-Петербург, Російська імперія) — видатний український історик, етнограф, прозаїк, поет-романтик, мислитель, громадський діяч, етнопсихолог.
Член-редактор Петербурзької археологічної комісії (1860—1885), член Історичного товариства імені Нестора-Літописця, член Московського археологічного товариства, член-кореспондент Петербурзької АН (1876).
Був співзасновником та активним учасником слов'янофільсько-українського київського об'єднання «Кирило-Мефодіївське братство». У 1847 році за участь в українофільському братстві Костомарова арештовують та перевозять з Києва до Петербурга, де він і провів решту свого життя.

## Дитинство
Походження хлопчика визначало деяку подвійність його долі. Він з'явився на світ до шлюбу місцевого поміщика Івана Петровича Костомарова з кріпачкою, і за законами Російської імперії став кріпаком свого власного батька. Батько Миколи Костомарова був нащадком козаків-переселенців, мати Тетяна (до шлюбу Мельникова) — українська селянська дівчина, раніше кріпачка, після 1812 р. навчалася в одному з московських пансіонів.
Відставний військовий Іван Костомаров уже в похилому віці обрав собі за дружину місцеву українську дівчину Тетяну Петрівну Мельникову й відправив її до Москви для навчання в приватному пансіоні — з наміром потім із нею одружитися. Обвінчалися батьки Миколи Костомарова у вересні 1817 року, вже після народження сина.
Раптова смерть батька (14 липня 1828 р.) поставила його родину в скрутне юридичне становище. Народжений поза шлюбом, Микола Костомаров як кріпак батька у спадок переходив тепер його найближчим родичам — Ровнєвим, які були не проти відвести душу, знущаючись із панича. Коли Ровнєви запропонували Тетяні Петрівні за 14 000 десятин родючої землі вдовину частку — 50 000 рублів асигнаціями, а також волю синові, вона погодилася без зволікань.
Залишившись із дуже скромними статками, мати перевела Миколу з московського пансіону (де він, щойно почавши вчитися, за блискучі здібності дістав прізвисько фр. enfant miraculeux — чудесна дитина) до пансіону у Воронежі, ближче до домівки. Навчання в ньому обходилося дешевше, але рівень викладання був дуже низьким, і хлопчик ледь висиджував нудні уроки, які практично нічого йому не давали. Відрахований за «витівки» з цього пансіону, Микола перейшов до Воронезької гімназії.

## Юність і навчання
Батьки М. І. Костомарова намагалися прищепити сину вільнолюбні ідеї і дати добру освіту. Тому вже з 10 років М. Костомарова відправили навчатися до Московського пансіону, а згодом до Воронезької гімназії, яку той закінчив 1833 р.
1833 р. М. І. Костомаров вступає на історико-філологічний факультет Харківського університету. Вже у цьому навчальному закладі він проявив непересічні здібності до навчання.
В університеті Микола Костомаров вивчав стародавні й нові мови, цікавився античною історією, німецькою філософією і новою французькою літературою, учився грати на фортепіано, пробував писати вірші. Зближення з гуртком українських романтиків Харківського університету незабаром визначило його захоплення переважно фольклором і козацьким минулим України.
У ті роки у Харківському університеті навколо професора-славіста і літератора-романтика І. Срезневського сформувався гурток студентів, захоплених збиранням зразків української народної пісенної творчості. Вони сприймали фольклор як вираження народного духу, самі складали вірші, балади і ліричні пісні, звертаючись до народної творчості.
Костомаров в університетські роки дуже багато читав. Перевантаження позначилося на його здоров'ї — ще за студентства значно погіршився зір.
На світогляд М. І. Костомарова вплинули професор грецької літератури Харківського університету А. О. Валицький та професор всесвітньої історії М. М. Лунін.
1836 р. М. І. Костомаров закінчив університет, а в січні 1837 р. склав іспити на ступінь кандидата й отримав направлення у Кінбурнський 7-й драгунський полк юнкером.
У січні 1837 року Костомаров склав іспити з усіх предметів, і 8 грудня 1837 року його затвердили в статусі кандидата.

## Початок діяльності
Після закінчення університету (1837) Костомаров пішов на військову службу, був юнкером у Кінбурському драгунському полку в Острогозьку.
Почавши розбирати багатий архів повітового суду, у якому зберігалося діловодство колишнього козацького полку з часу заснування міста, Костомаров став істориком полку. Його твір з цього приводу не зберігся, проте він відіграв велику роль у формуванні його інтересів як ученого.
Тоді ж Костомаров переконався, що історію треба вивчати не лише за літописами, але за народною творчістю. Для ліпшого знайомства з життям народу він, за його ж словами, почав «етнографічні екскурсії з Харкова сусідніми селами і шинками».
Великий вплив у ті роки справили на Костомарова вчення Йоганна Гердера, гегелівська філософія, чеське слов'янофільство, європейська романтична традиція (особливо творчість Ернста Теодора Амадея Гофмана).
Прослухані навесні 1838 року в Московському університеті лекції літературознавця Степана Шевирьова зміцнили в ньому романтичне ставлення до народності.
Уже в харківський період життя Костомаров став схилятися до думки про те, що серед слов'янських народів саме українському належить особлива місія у справі визволення всіх слов'ян від імперського деспотизму і кріпосницького рабства. У віршах і поемах тих років він оспівує князівські і козацькі часи України. Свої поетичні твори Костомаров друкує в різних альманахах і видає у вигляді збірників «Українські балади» (1838) і «Гілка» (1840) під псевдонімом «Ієремія Галка». Тоді ж під впливом творчості Вільяма Шекспіра створює історичну драму «Сава Чалий» (1838) і трагедію «Переяславська ніч» (1841).

## Дисертації та викладання
1840 року Костомаров склав магістерські іспити й розпочав підготовку дисертації на тему Берестейської унії 1596 року. Але робота («Про причини і характер унії в Західній Росії») не була захищена через урядову заборону. Дисертація побачила світ у 1841 році окремою книгою і набула широкої відомості. Але це об'єктивне дослідження викликало люті протести церковної влади, яка побачила в ньому відхід від офіційного трактування актуальної для України проблеми.
Друга дисертація Миколи Костомарова, підготовлена через півтора року, називалася «Про історичне значення руської народної поезії», ідеологічних нарікань не викликала і була успішно захищена 1844 року. Костомаров здобув звання магістра й мав змогу зосередитися на науковій і педагогічній праці.
Темою його нового дослідження стала історія Богдана Хмельницького. Бажаючи бути ближче до місць відповідних подій, Костомаров влаштувався вчителем гімназії містечка Рівне на Волині. Але вже 1845 року він переїхав до Києва, де став працювати старшим учителем у гімназії, познайомився з найавторитетнішим на той час ученим Михайлом Максимовичем.
Навесні 1846 року вчена рада Київського університету обрала Костомарова викладачем російської історії, а з 1 серпня — ад'юнкт-професором. З осені він почав читати лекції, викликаючи жвавий інтерес у студентів. З цього часу Костомаров заглибився в масштабну роботу з вивчення історії України. Тоді ж Костомаров зблизився з видатним київським релігійним філософом Петром Авсеньєвим, який читав лекції з філософії і психології в Київській духовній академії і Київському університеті. Його філософсько-психологічні праці (зокрема, в галузі етнопсихології) справили величезне враження на Костомарова.
У 1864 році отримав вчений ступінь доктора російської історії.

## Кирило-Мефодіївське братство

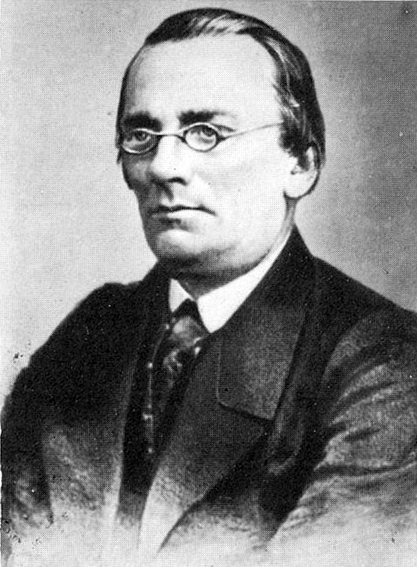
Микола Костомаров

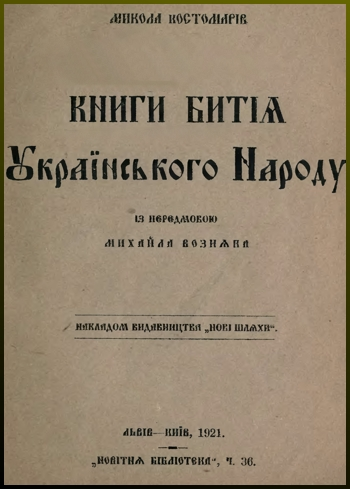
«Книга буття українського народу» — ідеологічна програма Кирило-Мефодіївського братства

Яскрава фігура Костомарова приваблювала багатьох молодих киян, зокрема Василя Білозерського, Миколу Гулака, Пантелеймона Куліша й Опанаса Марковича. У грудні 1845 — січні 1846 року вони створили слов'янофільсько-українське Кирило-Мефодіївське братство, до якого незабаром приєднався і Тарас Шевченко. Своє завдання братчики бачили в поширенні передових ідей «слов'янської взаємності».
Більшість кирило-мефодіївців (зокрема, Костомаров) були людьми глибоко релігійними, а народницький пафос мав у них характер майже релігійної віри. Але якщо Костомаров, Гулак і Білозерський були радше слов'янофілами, аніж українофілами, то Куліш і Шевченко становили патріотично-українське крило.
Програмні документи кирило-мефодіївців (насамперед написана Костомаровим «Книга буття українського народу») відображають вплив документів польського визвольного руху, зокрема «Книги народу польського і польського пілігримства» Адама Міцкевича (1832). Не менший вплив на історико-політичне мислення братчиків справила й «Історія русів».
Оформившись в ідейному плані, кирило-мефодіївці мали намір перейти до практичної діяльності, пропагуючи свої переконання серед населення. При цьому Гулак, близький до декабристського радикалізму Павла Пестеля, не виключав застосування насильницьких методів боротьби, а Шевченко навіть мріяв про народне повстання.
Але до практичної діяльності братчиків справа не дійшла. Студент Петров, підслухавши їхні розмови та ввійшовши до них у довіру, у березні 1847 року написав донос попечителю Київського навчального округу генерал-майору Траскіну. Донос негайно переправили до Петербурга начальнику III відділення Його імператорської величності власної канцелярії графу Орлову. 17 березня Орлов повідомив про зібрання наступникові престолу Олександрові Миколайовичу з проханням дозволити арешти в Києві.

## Ув'язнення
Київський губернатор Іван Фундуклей з великою повагою ставився до Костомарова. За кілька тижнів до цих подій він дав Миколі Івановичу для відгуку й зауважень свій рукопис книги «Огляд Києва щодо старожитностей» (була надрукована 1847 року). Довідавшись про підготовку арешту, Фундуклей намагався попередити Костомарова про небезпеку. У відправленій із посильним записці він просив Костомарова негайно зайти до нього. Але історик, заклопотаний майбутнім весіллям з Аліною Крагельською, не знайшов часу заїхати до губернатора. У ніч на 30 березня 1847 року Костомарова взяли під варту і відправили до Петербурга.
Костомаров перебував у жахливому стані. У відчаї він навіть намагався заморити себе голодом у дорозі. 7 квітня його привезли до Петербурга, а 15 квітня відбувся перший допит.
14 червня 1847 року Костомарову, який перебував у Петропавловській фортеці, було дозволено побачення з нареченою Аліною Крагельською. Науковець боявся після суду зв'язувати з Аліною своє, як він вважав, пропаще життя. Зрештою їхній шлюб розпався. Крагельська одружилася з іншим чоловіком і прожила з ним 19 років.

## Заслання до Саратова

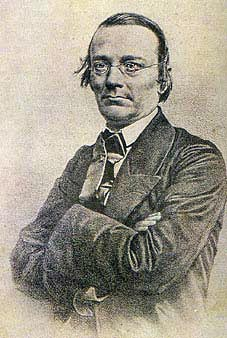
Микола Костомаров

24 червня 1848 року, відбувши рік у Петропавловській фортеці, Костомаров був засланий у Саратов, працював у Саратовському статистичному комітеті.
У Саратові його призначили на посаду перекладача при губернському правлінні. Оскільки перекладати не було чого, губернатор доручив політичному засланцеві завідувати секретним відділом, у якому велися справи «розкольників».
У Саратові Костомаров знову вдався до наукової роботи і завершив монографію, присвячену Богдану Хмельницькому. Тоді ж почав писати про побут у Московській державі XVI—XVII століть. Для цієї роботи він, за звичкою, вже не обмежувався наявною літературою, а вирушав у етнографічні поїздки, збираючи стародавні пісні й перекази, одночасно знайомлячись із життям розкольників та інших сектантів.
У «Саратовських губернських відомостях» за 1853 рік опублікували перший варіант свого майбутнього великого дослідження «Бунт Стєньки Разіна».
У 1854 році знайомиться з Данилом Мордовцем, якого призначили його помічником після закінчення університету. Українці знаходять спільну мову та збирають етнографічний матеріал, який згодом Д. Мордовець за участі М. Костомарова видає як перший в Росії альманах писаний українською мовою під назвою «Малоросійський літературний збірник». М. Костомаров в альманасі надрукував кілька своїх українських віршів під псевдонімом Ієремія Галка — з раннього періоду творчості: «Брат з сестрою», «Ластівка», «Зірка», «Погибель Єрусалима» (переклад), а також пісні, зібрані на Волині.

## Звільнення
У 1856 році маніфест царя Олександра II звільнив Костомарова від поліцейського нагляду.
У 1857-му він вирушив за кордон, побував у Швеції, Німеччині, Швейцарії, Франції й Італії. У Празі зустрівся з патріархом чеського слов'янофільства Вацлавом Ганкою.

## Викладання у Санкт-Петербурзі

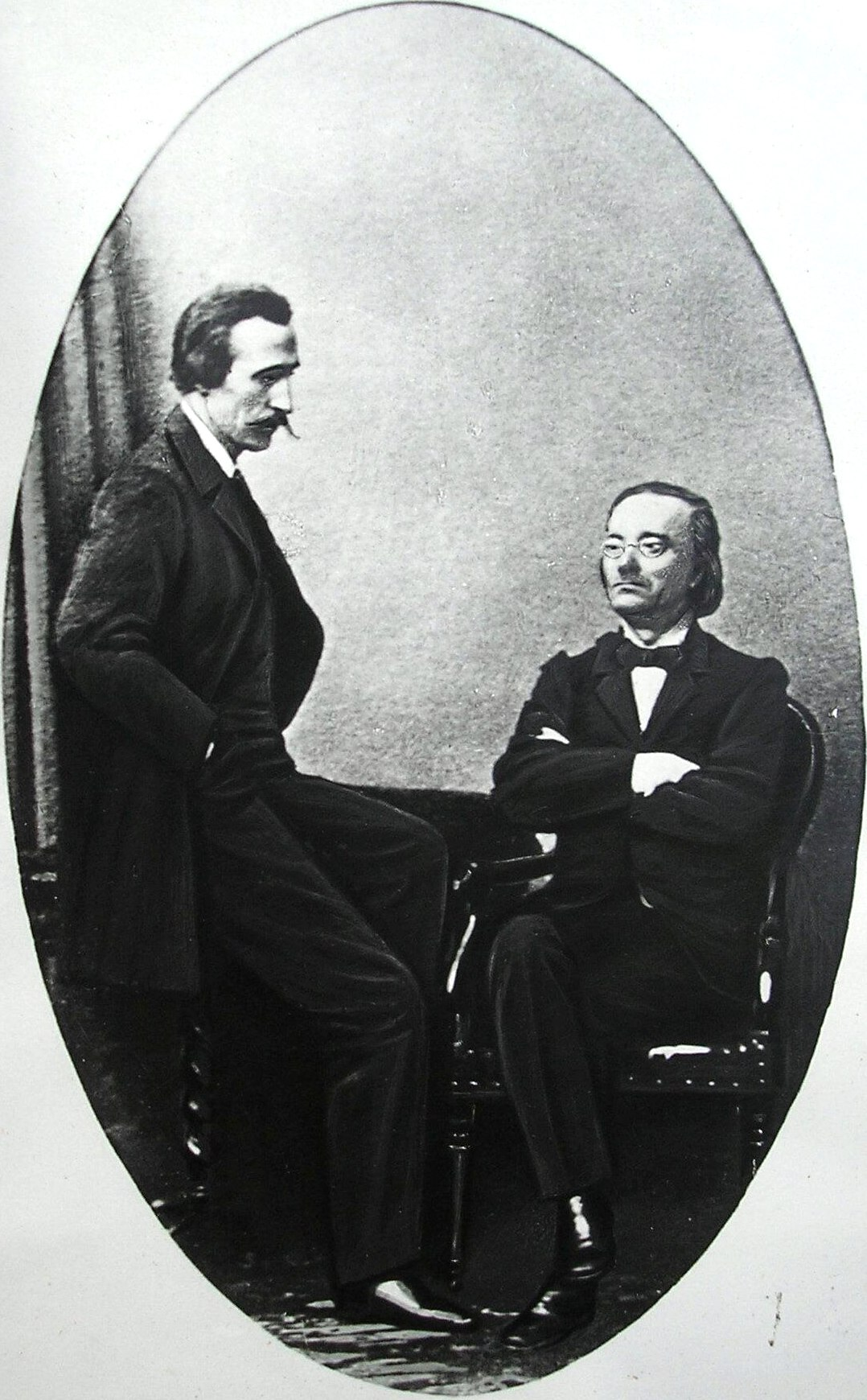
Пантелеймон Куліш та Микола Костомаров, 1859 р.

У 1858 році повернувся до Петербурга і продовжив свої наукові пошуки.
Довідавшись, що до Петербурга повернувся Тарас Шевченко, Костомаров вирішив відвідати товариша. Дуже зворушливо описана сцена їхньої зустрічі в «Автобіографії» Костомарова: 
| «Майстерня Шевченка знаходилася поруч із академічною церквою. Це була простора і світла кімната, що виходила вікнами в сад. „Здрастуй, Тарасе“, — сказав я йому, побачивши його за роботою в білому фартуху, з олівцем у руці. Шевченко витріщив на мене очі, але не міг упізнати. Даремно я, все ще не називаючи себе на ім'я, пригадав йому обставини, що … повинні були навести його на думку про те, хто перед ним. „От же говорив ти, що побачимося й будемо ще жити в Петербурзі, — так і сталося!“. Це були його слова, вимовлені в III відділенні ще тоді, як після чергових ставок… ми поверталися до своїх камер. Але Шевченко і по тому не міг догадатися, роздумуючи і розводячи пальцями… Мабуть, я сильно змінився за одинадцять років розлуки з ним. Я нарешті назвав себе. Шевченко сильно розхвилювався, заплакав і почав обіймати мене й цілувати». |

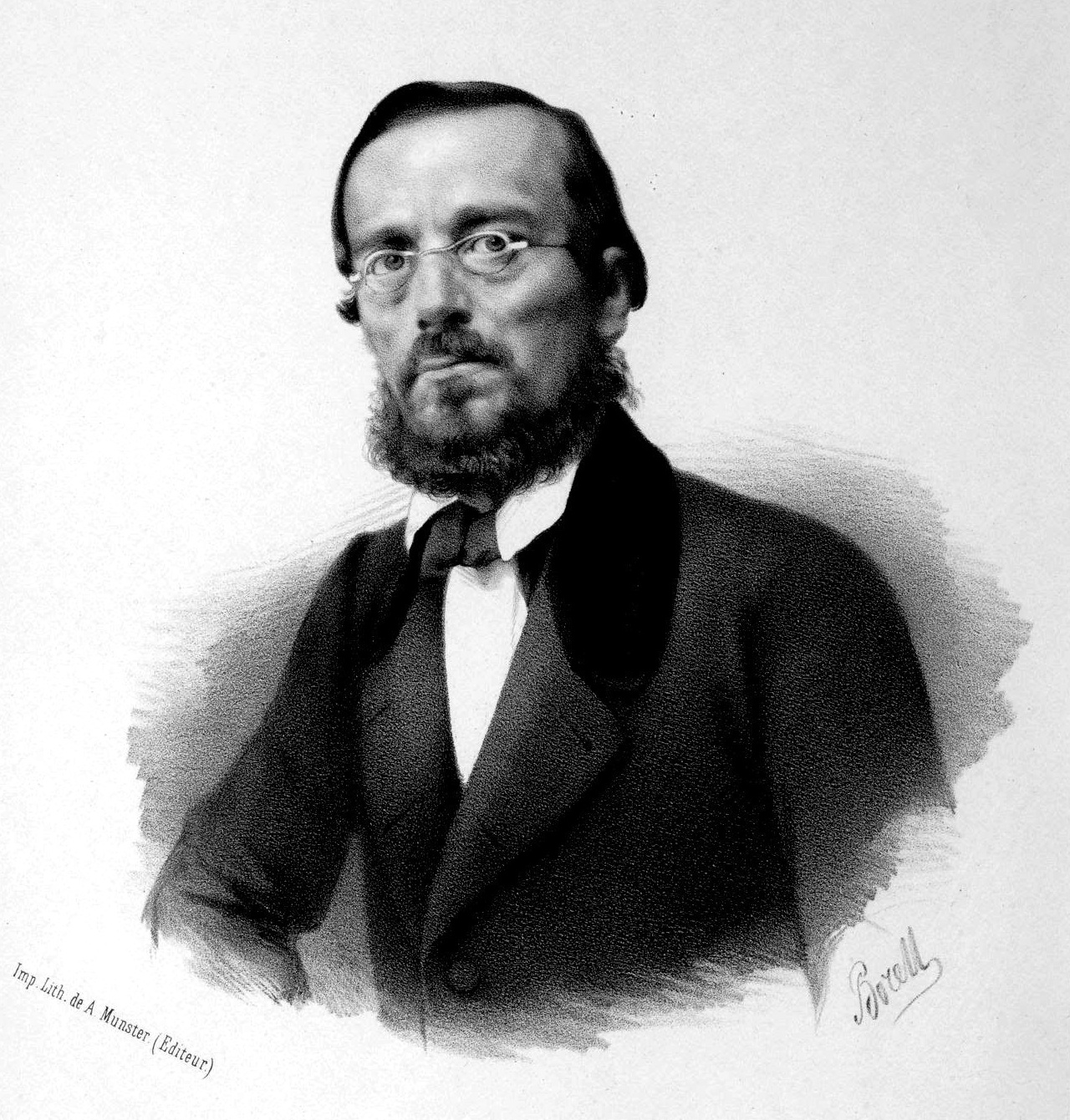
Микола Костомаров, 1850-ті рр.

У 1859 році він прийняв запрошення очолити кафедру російської історії Петербурзького університету. Вступна лекція в університеті запам'яталася йому над усе: «Скупчення публіки було величезне; кілька державних осіб відвідали мою лекцію. По закінченні читання знялися гучні овації, а потім юрба молодих людей підхопила мене на руки і винесла з університетського приміщення до екіпажа». Хтось із сучасників точно помітив: «Лекції Костомарова кликали на площу!». Вплив ученого на петербурзьку інтелігенцію був величезним. На кожній лекції — стовпотворіння; у себе вдома щовівторка він збирав цвіт російської культури.
За роки ув'язнення та заслання погляди Костомарова на історію суттєво змінилися. Він уже був далекий від містичного поклоніння перед народом, але, як і раніше, на відміну від більшості російських професорів, не вважав суттю історичного процесу державне життя. Він дедалі критичніше дивився на події та основних осіб як російської, так і української історії, що йшло врозріз із суспільними переконаннями тих років.
Костомаров напружено працював, розбирав і аналізував архівні матеріали, багато публікувався у найпопулярніших тоді журналах «Современник», «Вестник Европы», «Отечественные записки» і «Русское слово». У 1860 році він опублікував статтю з критикою норманської теорії походження Русі в журналі «Современник», у якій заперечував скандинавське походження варягів та виводив їх із Жмуді. У відповідь на статтю, Михайло Погодін, який стояв на норманістських позиціях, написав йому листа, в якому викликав його на публічний диспут:
|  | Я вважаю вас чесним, сумлінним дослідником в купі шарлатанів, невігласів, посередностей і нездар, які, користуючись винятковим положенням, привласнили собі на хвилину авторитет у справі науки і призводять в оману молодь; ось чому я вимагаю сатисфакції, тобто урочистого відступу з Жмуді або повного відбиття наведених мною коротких доказів, за якими я готовий рушити і важку артилерію. Інакше — кидаю вам рукавичку і викликаю на дуель, хоч в пасажі. [...] Без жартів, приїхавши на тиждень в Петербург, я пропоную вам публічну дискусію в університеті, географічному товаристві або в академії, в присутності осіб, які беруть активну участь в питанні ...Оригінальний текст (рос.) Я считаю вас честным, добросовестным исследователем в куче шарлатанов, невежд, посредственностей и бездарностей, которые, пользуясь исключительным положением, присвоили себе на минуту авторитет в деле науки и приводят в заблуждение молодежь; вот почему я требую сатисфакции, то есть торжественного отступления из Жмуди или полного отражения приведенных мною кратких доказательств, за коими я готов двинуть и тяжелую артиллерию. Иначе — бросаю вам перчатку и вызываю на дуэль, хоть в пассаже. [...] Без шуток, приехав на неделю в Петербург, я предлагаю вам публичное рассуждение в университете, географическом обществе или в академии, в присутствии лиц, принимающих живое участие в вопросе... |

Костомаров погодився, і 19 березня 1860 року в Петербурзькому університеті відбувся публічний диспут, який став другим із трьох публічних диспутів на тему норманського походження Русі. Кожна з таких дискусій відбувалася через сто років після попередньої — у першій Міллер дискутував із Ломоносовим, у другій — Погодін із Костомаровим, а в третій — Клейн із Шаскольським.
У Петербурзі він зустрівся з давніми друзями, Пантелеймоном Кулішем і Василем Білозерським. Разом вони створили й очолили петербурзьку українську «Громаду», в ідейному спектрі якої Костомаров обстоював ліберальні погляди, не поділяючи політичного радикалізму Шевченка. Але на національних позиціях стояв непохитно, про що свідчить його гасло, виголошене 1860 року:
|  | Нехай же ані великороси, ані поляки не називають своїми землі, заселені нашим народом!Оригінальний текст (рос.) Пусть же ни Великороссы, ни Поляки не называютъ своими земли, заселенныя нашимъ народомъ |

У 1861—1862 рр. петербурзькі громадівці, підтримуючи тісні зв'язки з аналогічними гуртками в Україні, видавали журнал «Основа». У ньому були надруковані теоретичні праці Костомарова «Думки про федеративний початок у Древній Русі», «Дві руські народності» і «Риси народної південноруської історії». Тут сформувались його політичні погляди як поміркованого демократа, який стояв на позиціях українофільства. Журнал «Основа», був рупором українського руху. Тут часто друкував свої статті й М. І. Костомаров.

## Подальша наукова діяльність

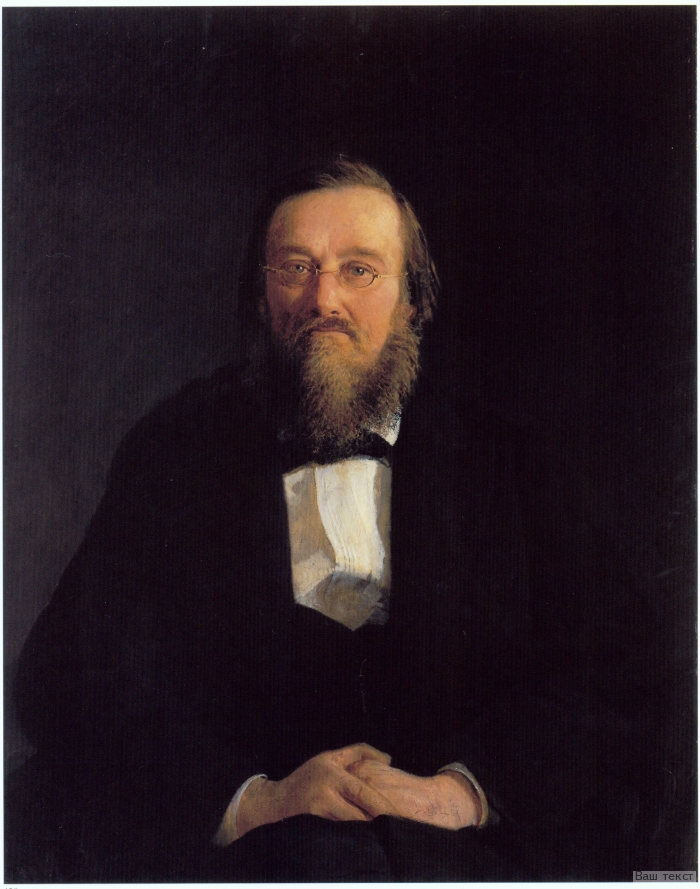
Микола Костомаров, 1878

У ці роки Микола Іванович підтримував зв'язки з багатьма ліберальними та демократичними діячами, листувався з Олександром Герценом і регулярно друкувався в його альманасі «Колокол» (Лондон). На сторінках «Колокола» без цензурних обмежень Костомаров зміг опублікувати гострі історико-публіцистичні статті «Правда москвичам про Русь» і «Правда полякам про Русь».
В обставинах поляризації суспільства, що настала за селянською реформою 1861 року, Костомаров не бажав приєднуватися ні до революційного, ні до консервативного таборів, залишаючись при власних ліберальних переконаннях. Цим він налаштував проти себе обидва табори. Після викликаного студентськими заворушеннями 1861 року закриття Петербурзького університету, кілька його професорів, серед них і Костомаров, організували в приміщенні Міської думи систематичне читання лекцій. Однак на «неслухняних» щодо влади викладачів посипалися утиски, а потім і заборона на такого роду несанкціоновані виступи.

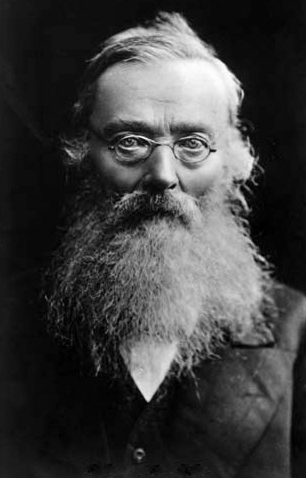
Микола Костомаров у останні роки життя

На знак протесту Костомаров 1862 року подав у відставку і більше до викладацької роботи не повертався. 1863 року він дістав запрошення очолити кафедру в Київському університеті, 1864-го аналогічний виклик прийшов з Харкова, а 1869 року його знову запросили в університет святого Володимира. Але російський уряд не дозволив Костомарову відновити викладання.
Костомаров цілком зосередився на дослідницькій роботі. З 1863 р. він бере активну участь у періодичному виданні томів зібрання документів з історії України та Білорусі XIV—XVII століть («Акти, що стосуються історії Південної і Західної Росії, зібрані і видані Археографічною комісією»).
Написав понад 300 історичних, публіцистичних і літературних творів. Основними працями його життя стали «Богдан Хмельницький» (перше видання — 1857 р., третє, вже в 3 томах, — 1876 р.), «Руїна» (1879—1880), про трагічні події, що настали після смерті Хмельницького, «Мазепа» і «Мазепинці» (1882—1884), а також фундаментальна праця «Російська історія в життєписах її найважливіших діячів» (1874—1876), де представлені критичні біографії основних героїв давньоруської, української та російської історії. Власне історії Росії, крім згадуваної роботи про повстання Степана Разіна, присвячене «Північноруське народоправство» (1863) і «Непевний час Московської держави» (1866). Особливий інтерес представляє його наукова розвідка «Останні роки Речі Посполитої».
У 1873 році розлучені долею багато років тому Микола Костомаров і Аліна Крагельська (мати трьох дітей) зустрілися знову. 9 травня 1875 вони обвінчалися і десять років, до самої смерті Костомарова, прожили разом.

## Останні роки життя

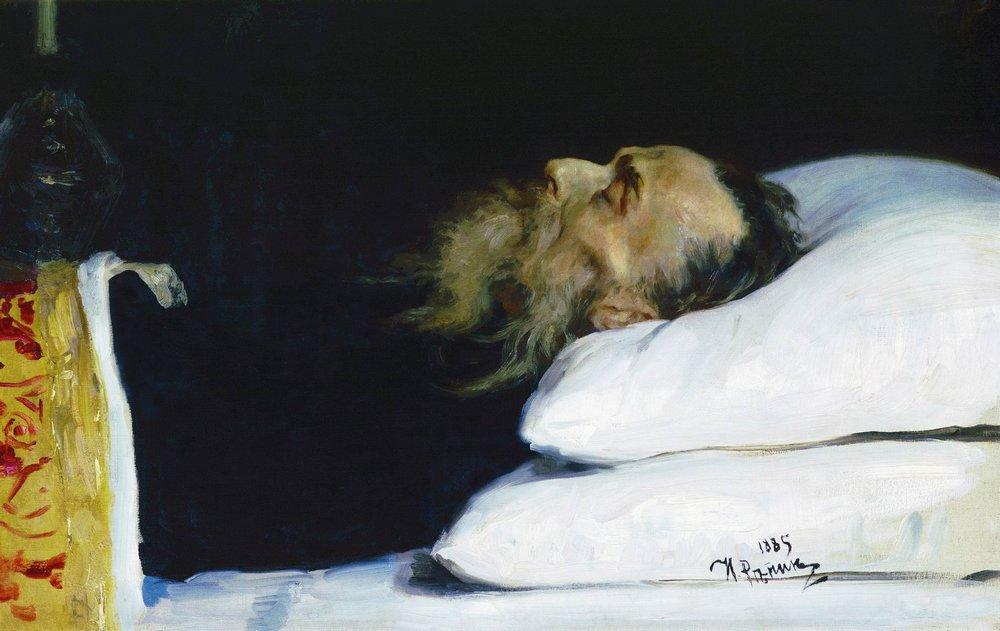
Микола Костомаров у домовині, 1885

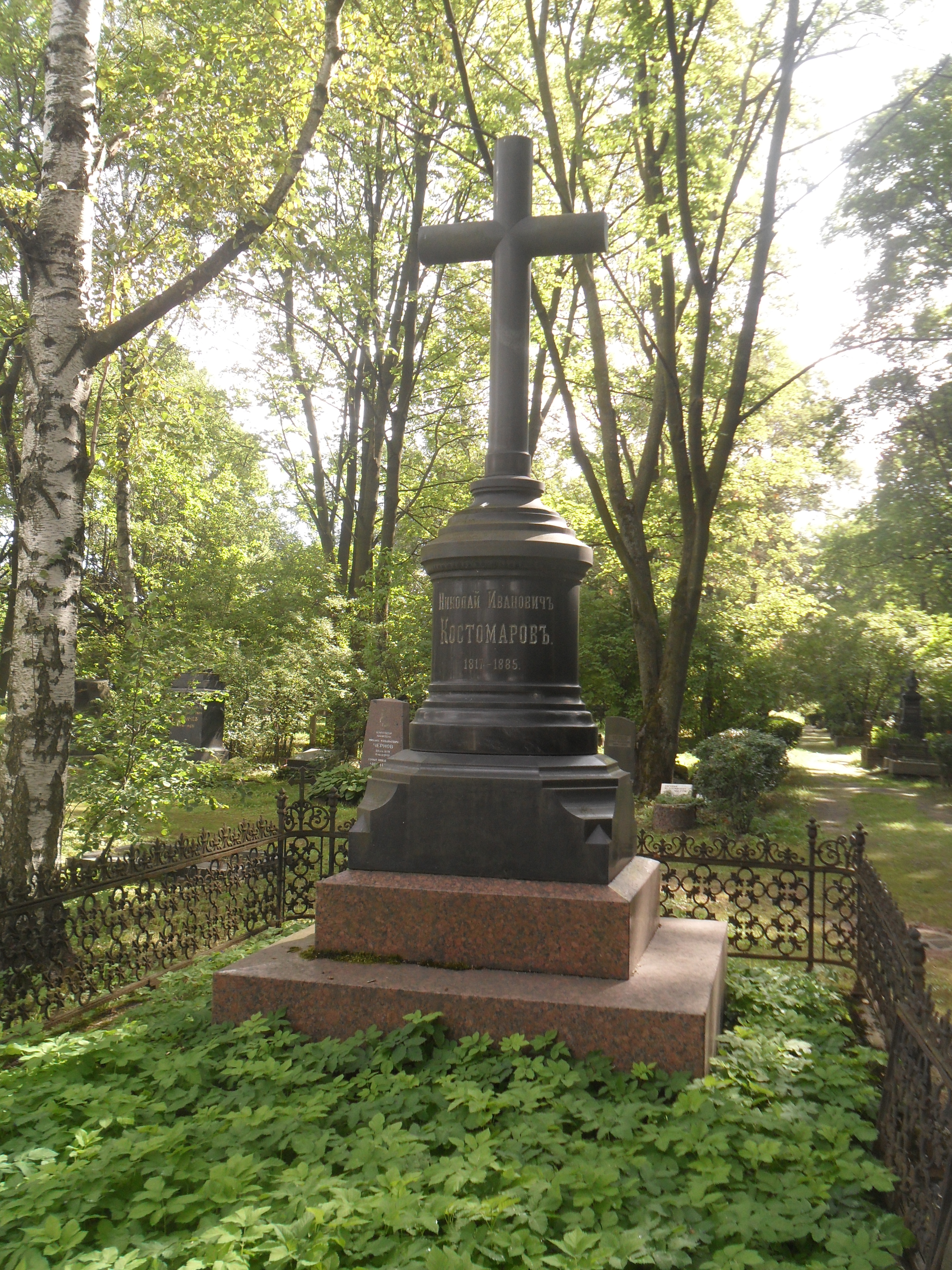
Могила Костомарова на Літераторських містках в Санкт-Петербурзі.

У 1872 від напруженої роботи в Костомарова стали сильно боліти очі. Він говорив, що пропадає від бездіяльності. Саме тоді в нього зародилася думка надиктувати «Руську історію…» для популярного читання.
Фатально вплинули на здоров'я Костомарова дві події. Восени 1881 року його збив ломовий візник. Наслідки травми відчувалися дуже довго. А 25 січня 1882 р. зануреного в роздуми Костомарова знову збив екіпаж.
З 1885 мешкав у Дідівцях на Прилуччині, Чернігівська область.
6 квітня 1885 року, у день пам'яті святих Кирила і Мефодія, здоров'я вченого різко погіршилося. Вранці 7 квітня він помер у своїй квартирі на Васильєвському острові у Петербурзі.
Похований 11 квітня 1885 року на Волковому цвинтарі у Петербурзі.

## Значення діяльності
Роль Костомарова в розвитку української і російської історіографії величезна. Репутація Костомарова як історика і за життя, і після смерті його неодноразово піддавалася сильним нападкам. Йому дорікали в поверховому користуванні джерелами та огріхами, що через це траплялися, в однобічності поглядів, у партійності. У цих закидах була частка істини, втім, вельми невелика. Неминучі у всякого вченого дрібні промахи і помилки, можливо, дещо частіше зустрічаються у творах Костомарова, але це легко пояснюється незвичайною різноманітністю його занять і звичкою покладатися на свою багату пам'ять. У тих небагатьох випадках, коли партійність справді виявлялася у Костомарова — а саме в деяких його працях з української історії, — це було лише природною реакцією проти ще більш партійних поглядів, які висловлювались в літературі з іншого боку. Не завжди, далі, сам матеріал, над яким працював Костомаров, давав йому можливість дотримуватися своїх поглядів на завдання історика. Історик внутрішнього життя народу за своїми науковими поглядами і симпатіями, він саме у своїх роботах, присвячених Україні, змушений був з'явитися зображувачем зовнішньої історії.

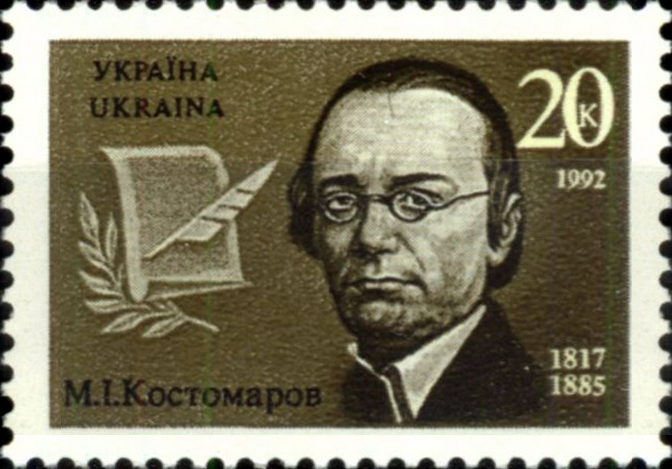
Поштова марка України, присвячена Миколі Костомарову, 1992

У всякому разі, загальне значення Костомарова в розвитку російської та української історіографії можна, без жодного перебільшення, назвати величезним. Ним була внесена і наполегливо проводилася у всіх його працях ідея народної історії. Сам Костомаров розумів і здійснював її головним чином у вигляді вивчення духовного життя народу. Пізніші дослідники розсунули зміст цієї ідеї, але заслуга Костомарова цим не зменшується. У зв'язку з цією основною думкою робіт Костомарова стояла у нього інша — про необхідність вивчення племінних особливостей кожної частини народу і створення обласної історії. Якщо в сучасній науці встановився дещо інший погляд на народний характер, який заперечує ту нерухомість, яку приписував йому Костомаров, то саме роботи останнього послужили поштовхом, залежно від якого стало розвиватися вивчення історії областей.
Вносячи нові й плідні ідеї в розробку російської історії, досліджуючи самостійно цілу низку питань у цій галузі, Костомаров, завдяки особливостям свого таланту, пробуджував, разом з тим, живий інтерес до історичних знань і в масі публіки. Глибоко вдумуючись, майже вживаючись у досліджувану ним старовину, він відтворював її у своїх роботах такими яскравими барвами, в таких опуклих образах, що вона приваблювала читача і незгладимими рисами вросла в його світогляд. В особі Костомарова вдало поєднувалися історик-мислитель і художник — і це забезпечило йому не тільки одне з перших місць серед російських істориків, але і найбільшу популярність серед читацької аудиторії.

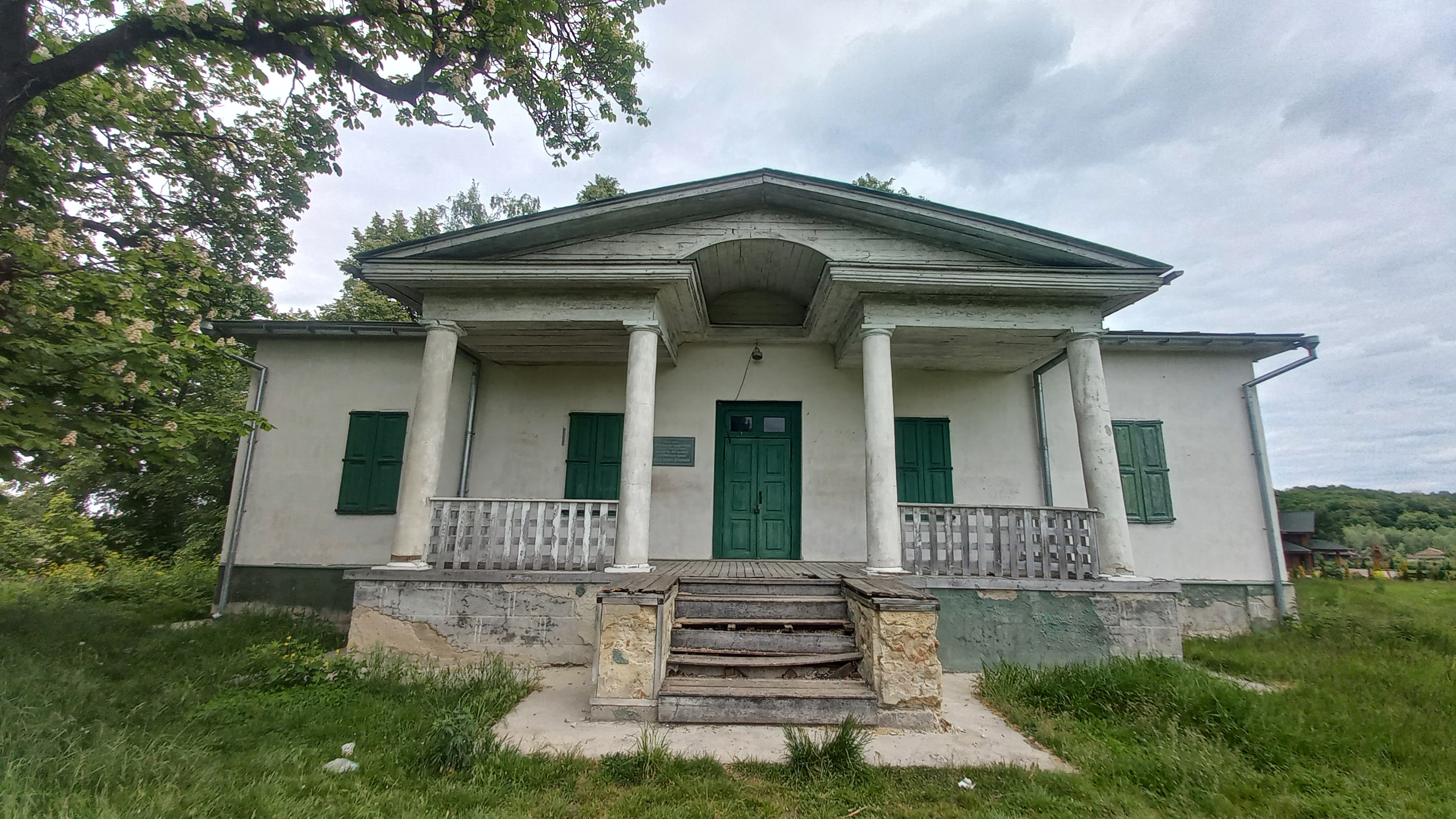
Садиба Аліни Крагельської в селі Дідівці де мешкав Микола Костомаров

«Щира любов історика до своєї Батьківщини може виявлятися тільки в строгій повазі до правди», — повторював Микола Іванович. Цим принципом він керувався все життя.
Заснував український журнал «Основа».
Належить до української школи письменників-романтиків. Засновник народницького напряму в українській історіографії. Почесний член Сербського ученого дружества (1869), член Південно-Слов'янської академії (1870).
Соціогуманітарні дослідження спадщини та особистості Миколи Костомарова утворюють окрему галузь історіографії — костомарознавство. Костомарознавчі студії розпочалися одразу після його смерті та розвивалися впродовж XX—XXI століть.

## Погляди щодо України

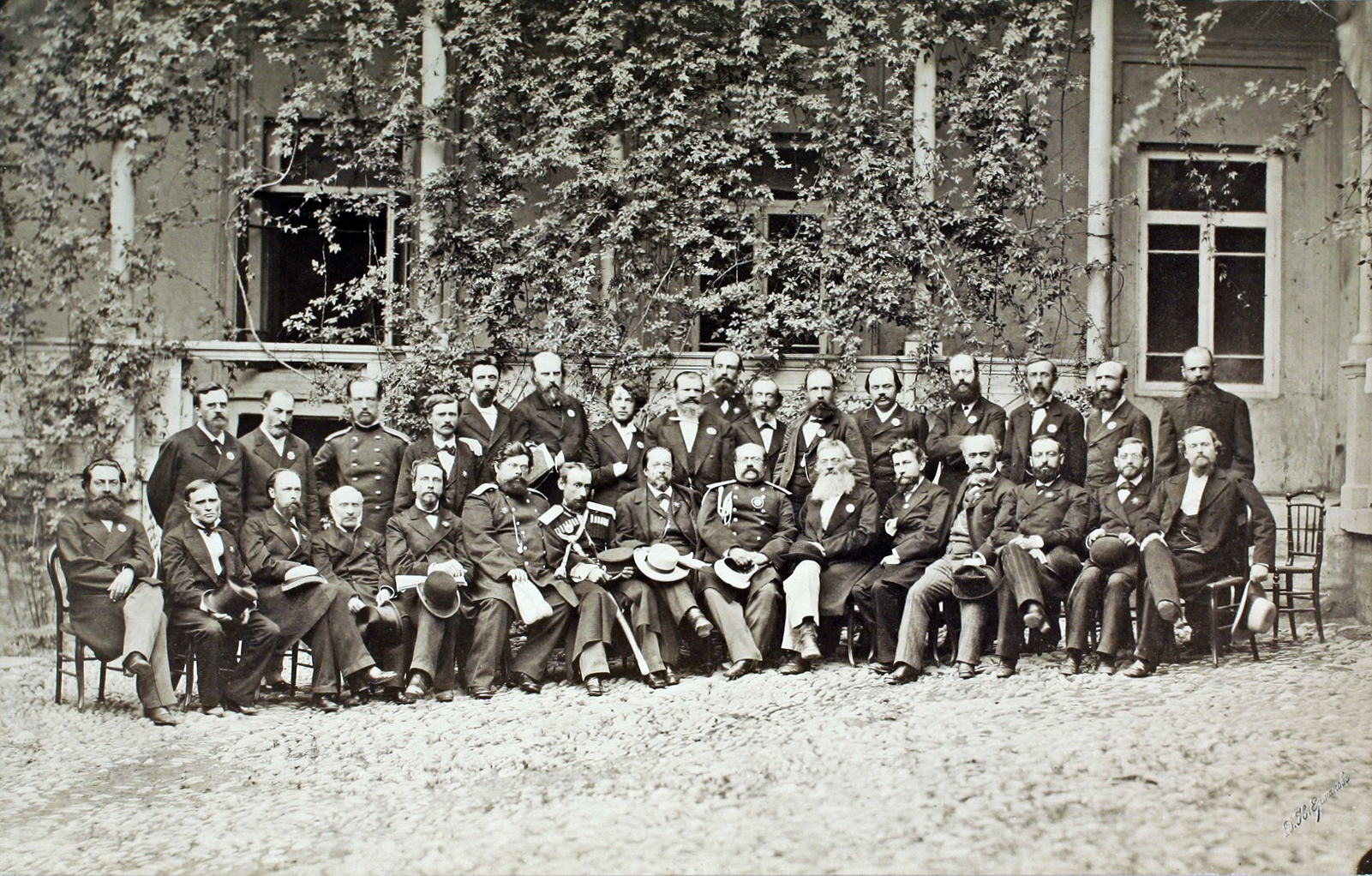
Микола Костомаров (сидить у першому ряду 10-й ліворуч) серед учасників V Археологічного з'їзду. Тифліс, 1881 р. У першому ряду сидить 4-й ліворуч — М. Гулак, стоїть у другому ряді 4-й ліворуч — В. Антонович

Микола Костомаров 1857 року видав свою першу ґрунтовну працю «Богдан Хмельницький» з історії українського козацтва першої половини та середини XVII століття. Завжди зацікавлений особистою роллю людини в історичних подіях, Костомаров збирався написати історію українського козацтва, виставивши головними героями своїх праць саме ватажків української громади цього періоду. В першій главі «Богдана Хмельницького» Костомаров, на більш як на ста сторінках, розглядає історію українського суспільства від часів занепаду Київської Русі аж до епохи гетьмана Богдана Хмельницького. Вже у перших рядках своєї праці Костомаров наголошує на головнім кредо усіх своїх майбутніх історичних праць — український народ є найголовнішим спадкоємцем державності Київської Русі, зберігши усі демократичні традиції своєї Давньокиївської держави. Наголошує Костомаров і на принципі соборності всіх тих земель, на яких мешкає український народ. Ось як він пише про це:
| «Народ, який населяє у наш час більшу частину Галичини та Буковини, Люблінську губернію Царства Польського, губернії Російської імперії: Подільську, Волинську, Київську, частину Гродненської та Мінської, Чернігівську, Полтавську, Харківську, Катеринославську, землю війська Кубанського, народ, що складає значну частину народонаселення в губерніях: Воронізькій, Курській, Херсонській, народ, що має свої поселення у губерніях: Саратовській, Астраханській, Самарській, Оренбурзькій і землі Війська Донського, народ, який називають малорусами, українцями, черкасами, хохлами, русинами та просто руським, з'являється, за відомостями наших літописців, у IX столітті»[27][28]. |
До кінця своїх днів обстоював Костомаров ідею різності «двох руських народностей», як він їх називав — українців (спадкоємців демократичних традицій Київської Русі) і росіян (творців деспотичного Московського царства та Російської імперії). У творцях демократичної Новгородської республіки XII—XV ст. Костомаров бачив теж народ, близький за кров'ю та духом саме українцям, а не росіянам. У праці «Північноруські народоправства у часи удільно-вічового устрою» він так про це пише:
| «Русько-слов'янський народ розподіляється на дві галузі…, до першої належать білоруси та великоруси, до другої — малоросіяни або південноруси, і новгородці»[29][30]. |
У статті «По вопросу о малорусском слове. („Московским ведомостям“)» Костомаров пише:
| «Не тільки Русь Волині й Поділля, але Русь Полтавщини і Харківщини є також щось інше за своєю народністю, ніж Москва — в етнографічному сенсі мешкаючої там більшості населення. Це правда і правди нема куди подіти. Невже через те, що цю всім давно відому правду, що говорять між іншим і поляки, ми повинні відмовлятися від неї та проповідувати брехню, вигадки московськими псевдослов'янолюб'ячими політиканами!»[31] |
У листі до О. Котляревського він пише:
| «Олександре Олександровичу! Необхідно написати велику, вчену, філологічну статтю, де показати, що південноруське наріччя є самобутня мова, а не органічна суміш російської з польською. Це необхідно: від цього залежить успіх нашої справи»[32][33] |
Ідею соборності всіх українських земель Костомаров висував і у своїх поетичних творах. У програмній поезії «Пісня моя», оспівуючи Україну, він згадує і Сян і Карпати, і Дніпро і Чорне море, і рідну для нього невеличку річку Сосну, на якій розташоване місто Острогозьке, і яка впадає, неподалік від Острогозька, до Дону:
Од Сосни до Сяна вона протягнулася,

До хмари карпатської вона доторкнулася,

Чорноморською водою вмивається,

Лугами, як квітками, квітчається,

Дніпром стародавнім підперезана,

Річками, як стрічками, поубирана,

Городами-намистами  пообвішана.

## Основні твори
Детальніше див. Бібліографія Миколи Костомарова

### Наукові
- Обзор сочинений, писанных на малороссийском языке [Архівовано 26 листопада 2018 у Wayback Machine.] (1843);
- Славянская мифология (1847);
- Іван Свирговський: Український козацький гетьман XVI ст. (1855; 1868);
- Бунт Стєньки Разіна (1859);
- Богдан Хмельницький (1859)[36];
- Риси народної південноруської історії (1861);
- Дві руські народності (1861) Вікіджерела;
- Гетьманування Виговського (1862);
- Нарис торгівлі Московської держави у XVI та XVII століттях (1862);
- Північноруське народовладдя в часи удільно-вічового ладу (1863)[37];
- Смутні часи Московської держави (1868)[38];
- Останні роки Речі Посполитої (1869)[39];
- Російська історія в життєписах її найважливіших діячів (1873—1880) ;
- Руїна (1882);
- Мазепа (1882).

### Художні
- Сава Чалий (1838);
- Українські балади (1839);
- Гілка (1840);
- Переяславська ніч (1841);
- Син (1860; 1865)[40];
- Загадка (1862);
- Чернігівка (1881);
- Кудеяр (1875; 1882);
- Скотской бунт. Письмо малороссийского помещика к своему петербургскому приятелю (1880).

### Інше
- Книги Буття Українського Народу[41] (1847; 1918);
- Автобіографія (1922).

### Прижиттєві видання
Українською
- Вірші (1859);
- Народні пісні, зібрані в західній частині Волинської губернії у 1844 році Миколою Костомаровим (1859);
- Руїна (1868);
- Збірник творів Ієремії Галки (1875).

Російською
- Славянская мифология. — Киев: Тип. И. Вальнера, 1847. — 113 c.;
- О значении Великого Новгорода в русской истории;
- Мысли о федеративном начале в древней Руси // Основа, 1861 (січень);
- Две русские народности // Основа, 1861 (лютий);
- Черниговка. Быль второй половины XVII века. Сочинение Николая Костомарова. — СПб., 1881;
- Исторические монографии и исследования: [в 12 т.] / Николай Костомаров. — Санкт-Петербург: Изд. Д. Е. Кожанчикова, 1863—1872.

### Посмертні видання
Українською
- Історія України в життєписах визначніших її діячів (1918);
- Дві руські народності (1920-ті);
- Костомаров М. І. Кудеяр: роман [Архівовано 4 серпня 2020 у Wayback Machine.]; пер. І. Сеник. — Харків: Рух, 1931. — 186, 1 с.;
- Костомаров М. І. Книга буття українського народу [Архівовано 29 листопада 2020 у Wayback Machine.] — Б. м. : б. и., 2015? — 23 с.;
- Костомаров М. І. Етнографічні писання Костомарова [Архівовано 29 листопада 2020 у Wayback Machine.] : зібрані заходом Академіч. комісії укр. історіографії. — Київ: Держвидав України, 1930. — 352 с. — (Записок б. Українського наукового товариства в Києві ; т. 35);
- Костомаров М. І. Науково-публіцистичні і полемічні писання Костомарова [Архівовано 29 листопада 2020 у Wayback Machine.] : зібрані заходом Академ. комісії укр. історіографії / Іст. секція Всеукр. академії наук ; за ред. М. Грушевського. — Київ: Держ. вид-во України, 1928. — XXI, V, 315 с. — (Записок б. Українського наукового товариства в Київі ; т. 27);
- Костомаров М. І. Історія України в життєписах визначніших її діячів [Архівовано 29 листопада 2020 у Wayback Machine.] / Микола Костомарів ; переложив О. Барвінський. — 2-ге вид. — Львів: Друкарня Наукового товариства ім. Шевченка, 1918. — 493 с.;
- Твори Амвросія Метлинського і Миколи Костомарова. [Архівовано 25 вересня 2020 у Wayback Machine.] — 2-ге вид. — Львів: Просвіта, 1914. — 512 с. : портр. — (Руска письменність ; 4).(дзеркало: escriptorium.univer.kharkov.ua);
- Твори Амвросія Метлинського і Миколи Костомарова. [Архівовано 11 серпня 2020 у Wayback Machine.] — У Львові: Просвіта, 1906. — 493 с. — (Руска письменність ; 4).

Російською
- Украинский сепаратизм: (неизвестные запрещенные страницы). — Одесса: Всеукраинское Государственное Изд-во, 1921. — 16 с.;
- Костомаров Н. И. Герои Смутного времени. — Берлин, 1922. — 160 c.;
- Костомаров Н. И. Литературное наследие: автобиография [Архівовано 29 листопада 2020 у Wayback Machine.] — Б. м. : б. и., 19–?. — 521 с.;
- Костомаров М. І. Науково-публіцистичні і полемічні писання Костомарова: зібрані заходом Академ. комісії укр. історіографії / Іст. секція Всеукр. академії наук ; за ред. М. Грушевського. — [К.]: Держ. вид-во України, 1928. — XXI, [V], 315 с.

## Переклади українською
Перелік творів Миколи Костомарова перекладених українською:
Чернигівка
У більшості літературознавчих праць вказується, що переклад роману Чернигівка зробив Борис Грінченко, однак Василь Сімович (який знав і Бориса і Марію Грінченків особисто), вказував у 1918 році у своїй праці Рідне письменство. (Що кождий Українець повинен прочитати з рідного письменства), що переклад Чернигівки належить саме Марії Грінченковій. Існує ще скорочений переказ Чернигівки зроблений кимось під криптонімом А. Б. й виданий у 1901 році Львівською Просвітою у їхньому Ілюстрований калєнадар на 1901 рік.
- Микола Костомарів. Чернигівка: Билиця з другои половины XVII віку. Пер з рос: ?. Львів: Накладом редакції «Діла», 1896. 204 стор. (Літературний додаток «Діла». Бібліотека найзнаменитших повістей; Під ред. И. Белея; Т. 56)[45][46];
  - (передрук) Микола Костомарів. Чернигівка. Переклад з рос.: Марія Грінченкова[43][47]. Київ: Друкарня 1-ї Київської Друкарної Спілки; Видавництво Просвіта. 227 стор. (Товариство «Просвіта» у Київі; № 24) (прим.: розмови українською, а що від себе каже автор — російською).
  - (передрук) Микола Костомарів. Чернигівка: бувальщина з другої половини XVII віку. Переклад з рос.: ???; передмова: Борис Грінченко. Вінніпеґ: Накладом і Друком Канадійського Русина. 297 стор. (pdf, archive.org, jpeg, ukrcultura);
  - (передрук) Микола Костомарів. Чернигівка: бувальщина з другої половини XVII віку. Переклад з рос.: ???; передмова: Борис Грінченко. Київ: Друкарня Дніпровського Союзу Споживчих Товариств, 1918. 210 стор. (2-е вид.);
  - (передрук) Микола Костомарів. Чернигівка: бувальщина XVII віку. Переклад з рос.: ???; передмова: Борис Грінченко. Київ-Берлін: Ратай; Ляйпціґ: Друкарня К. Г. Редера, 1922. 227 стор. (2-е вид.);
  - (передрук) Микола Костомарів. Чернигівка: бувальщина з другої половини XVII віку. Переклад з рос.: ???; Редактор: О. Гермайзе. Харків: Книгоспілка, 1928. 239 стор.;
  - (передрук) Микола Костомарів. Чернігівка: бувальщина XVII віку. Переклад з рос.: Марія Грінченкова[47]; передмова: Борис Грінченко // Дніпро, 1991. No 4. С. 4-92;
  - Костомаров М. І. Галерея портретів [Архівовано 25 січня 2022 у Wayback Machine.]: Біогр. нариси: Пер. з рос. / Микола Іванович Костомаров. — К. : Веселка, 1993. — 326 с. — (Золоті ворота);
  - (передрук) Микола Костомарів. Чернігівка: бувальщина XVII віку. Переклад з рос.: Марія Грінченкова[47]; передмова: Борис Грінченко // Іван Франко. Захар Беркут; Микола Костомаров. Чернігівка. Київ: Український Центр Духовної культури, 1994. 310 стор. (Український історичний роман). ISBN 5-7707-5390-0.

## Особисте життя
1875 року Костомаров перехворів на тиф, що сильно підірвало його здоров'я (тоді ж від запалення легень померла його мати). У тому ж році він одружився з Аліною Леонтіївною Кисіль, уродженою Крагельською, яка була його нареченою ще до арешту його в 1847 році, але після його заслання вийшла заміж за іншого.

## Вшанування пам'яті
|                                                                    |  |  |
| Ювілейна монета НБУ номіналом 2 грн, присвячена Миколі Костомарову |  |  |

- вулиця Миколи Костомарова у місті Львів;
- вулиця Миколи Костомарова у місті Київ;
- вулиця Миколи Костомарова у місті Коломия;
- вулиця Миколи Костомарова у місті Дубно;
- вулиця Миколи Костомарова у місті Рівне;
- вулиця Костомарівська у місті Харків;
- вулиця Костомарівська у місті Севастополь.

8 травня 1992 року постановою Президії НАН України засновано премію НАН України імені М. І. Костомарова, яку присуджує Відділення історії, філософії та права НАН України за видатні роботи в галузі історії та історичного джерелознавства.
Іменем М. І. Костомарова названо аудиторію історичного факультету ХНУ імені В. Н. Каразіна.
16 травня 2017 року на державному рівні в Україні відзначалась пам'ятна дата — 200 років з дня народження Миколи Костомарова (1817—1885), історика, письменника, громадського і політичного діяча.